# 山市种奶牛场
山市种奶牛场是一个位于中华人民共和国黑龙江省牡丹江市海林市的类似乡级单位，亦是黑龙江省农垦牡丹江管理局所属的一个牧场。
山市种奶牛场始建于1950年2月26日，先后隶属于东北人民政府农林部、省国营农场管理厅、畜牧局，原为以繁育“卡巴金”种马为主的种畜场。1978年改为繁育“黑白花奶牛”为主的种奶牛场。2007年3月22日划归牡丹江管理局。地处张广才岭南麓，总面积27.17万亩，总人口5076人。

## 行政区划
山市种奶牛场下辖以下单位：
山市场直社区、第一作业区生活区、第二作业区生活区、第三作业区生活区和第四作业区生活区。